# Игра «Пять пиратов»
Игра «Пять пиратов» — это простая математическая игра, результат которой основывается на модели поведения Homo economicus. Она представляет собой вариант игры «ультиматум» с множественными игроками.

## Условия игры
Пять рационально мыслящих пиратов нашли клад в 100 золотых монет. Пираты (обозначим их буквами A, B, C, D и E) строго соблюдают иерархию, то есть В подчиняется А, С подчиняется В, D подчиняется С, а Е подчиняется D. Теперь они должны решить, как поделить клад.
Согласно правилам распределения, принятым среди пиратов, самый главный пират (А, или капитан) должен предложить план распределения, за который должны проголосовать все пираты, включая капитана. Если план распределения принимается большинством команды, монеты делятся согласно плану, и на этом игра заканчивается. В случае разделения голосов поровну пират, предложивший план распределения, имеет решающий голос. Если план разделения отвергается большинством пиратов, то пирата, предложившего распределение, выбрасывают за борт, а его место занимает следующий в иерархии пират, который, в свою очередь, предлагает новый план распределения. Игра заканчивается в тот момент, когда план распределения принимается большинством пиратов или тогда, когда в живых остается только один из них.
Для результата игры важно, что все пираты принимают решения, исходя из четырех основных факторов: во-первых, каждый пират хочет выжить, а, во-вторых, получить максимальную долю монет. В-третьих, при прочих равных результатах каждый пират предпочтет выбросить другого за борт. В-четвертых, пираты не доверяют друг другу и не способны придерживаться каких-либо договоренностей, за исключением предлагаемого плана распределения. Вопрос состоит в том, какой план распределения должен предложить капитан, чтобы сохранить свою власть.

## Результат
На первый взгляд кажется, что пират А должен предложить остальным пиратам бо́льшую часть клада, не оставив себе практически ничего, чтобы его план распределения был принят наверняка. Но это предположение далеко от теоретического результата, основанного на том, что все пираты в момент голосования будут иметь в виду не только текущий план распределения, но и другие возможные результаты голосования друг друга, которые легко просчитать, поскольку порядок старшинства известен заранее.
Поэтому начнем с конца. При худшем варианте развития событий в живых остаются только пираты D и E, так как всех прочих уже выбросили за борт. Поскольку пират E находится в подчинении у D, то пират D обладает решающим голосом, что позволяет ему предложить распределение 100:0.
В случае, если в живых остались три пирата (C, D и E), то С понимает, что в следующем раунде D предложит Е 0 монет, поэтому в этом раунде ему достаточно предложить пирату Е 1 монету, чтобы заручиться его поддержкой и добиться одобрения своего плана распределения. Поэтому в этом случае монеты разделятся следующим образом: C:99, D:0, E:1.
В ситуации, когда монеты нужно разделить между пиратами B, C, D и E, пират В при принятии решения должен помнить об опасности быть выброшенным за борт. Чтобы этого не случилось, пирату В достаточно предложить пирату D одну монету, поскольку В имеет решающий голос, и поддержки D ему достаточно для утверждения своего плана. Таким образом B предлагает следующее распределение: B:99, C:0, D:1, E:0. Вариант распределения B:99, C:0, D:0, E:1, хотя он и кажется возможным, по причине того, что пират E может решить поддержать пирата В, так как понимает, что, если В выбросят за борт, то больше монет ему не получить, все-таки не соответствует условиям задачи, при которых каждый пират предпочтет выбросить другого за борт при всех прочих равных результатах. Поэтому E предпочтет избавиться от B, чтобы получить то же количество монет от пирата C.
Следовательно, исходя из того, что пират A способен просчитать все эти варианты, он положится на поддержку пиратов C и E и разделит монеты следующим образом:
- Пират A: 98 монет
- Пират B: 0 монет
- Пират C: 1 монета
- Пират D: 0 монет
- Пират E: 1 монета[2]

Любые другие варианты распределения, такие как A:98, B:0, C:0, D:1, E:1, также не отвечают условиям задачи, при которых пират D предпочтет выбросить пирата A за борт, чтобы получить то же количество монет от пирата B.